# Кожевниковський район
Коже́вниковський район (рос. Кожевниковский район) — адміністративна одиниця Томської області Російської Федерації.
Адміністративний центр — село Кожевниково.

## Населення
Населення району становить 20260 осіб (2019; 20967 у 2010, 22582 у 2002).

## Адміністративно-територіальний поділ
На території району 8 сільських поселення:
| Поселення                            | Площа, км² | Населення, осіб (2002) | Населення, осіб (2010) | Населення, осіб (2019) | Центр           | Населені пункти |
| ------------------------------------ | ---------- | ---------------------- | ---------------------- | ---------------------- | --------------- | --------------- |
| Вороновське сільське поселення       | 576,94     | 2617                   | 2118                   | 2032                   | Вороново        | 7               |
| Кожевниковське сільське поселення    | 397,12     | 8437                   | 8548                   | 8304                   | Кожевниково     | 3               |
| Малиновське сільське поселення       | 554,26     | 1780                   | 1429                   | 1241                   | Малиновка       | 5               |
| Новопокровське сільське поселення    | 364,75     | 1351                   | 1244                   | 1189                   | Новопокровка    | 4               |
| Пісочнодубровське сільське поселення | 384,55     | 1606                   | 1564                   | 1574                   | Пісочнодубровка | 6               |
| Староювалинське сільське поселення   | 740,37     | 2944                   | 2760                   | 2693                   | Стара Ювала     | 7               |
| Уртамське сільське поселення         | 229,85     | 1449                   | 1285                   | 1292                   | Уртам           | 2               |
| Чилінське сільське поселення         | 659,70     | 2398                   | 2019                   | 1970                   | Чиліно          | 4               |

## Найбільші населені пункти
Населені пункти з чисельністю населення понад 1000 осіб:
| № | Населений пункт | Населення, осіб (2002) | Населення, осіб (2010) |
| - | --------------- | ---------------------- | ---------------------- |
| 1 | Кожевниково     | 7 947                  | 8 174                  |
| 2 | Уртам           | 1 441                  | 1 280                  |
| 3 | Вороново        | 1 329                  | 1 188                  |